# Nitrid boritý
Nitrid boritý (BN) je anorganická sloučenina patřící mezi nitridy. Je isoelektronový s uhlíkem. Hexagonální modifikace má strukturu podobnou grafitu, ale na rozdíl od něj jsou jednotlivé vrstvy uloženy tak, že atomy boru se nacházejí pod atomy dusíku z vyšší vrstvy. Vzdálenost mezi vrstvami je 334 pm. Na rozdíl od grafitu je BN bezbarvý, poměrně nereaktivní a je to elektrický izolant. Reakcí s fluorem poskytuje fluorid boritý a dusík, s kyselinou fluorovodíkovou reaguje na tetrafluoroboritan amonný (NH4BF4). Zahříváním hexagonálního BN na teplotu 1 800 °C při tlaku 8 500 GPa v přítomnosti alkalických kovů získáme kubickou (krychlovou) modifikaci. Při nižší teplotě vzniká wurtzitová modifikace BN.